# Rosa Chacel

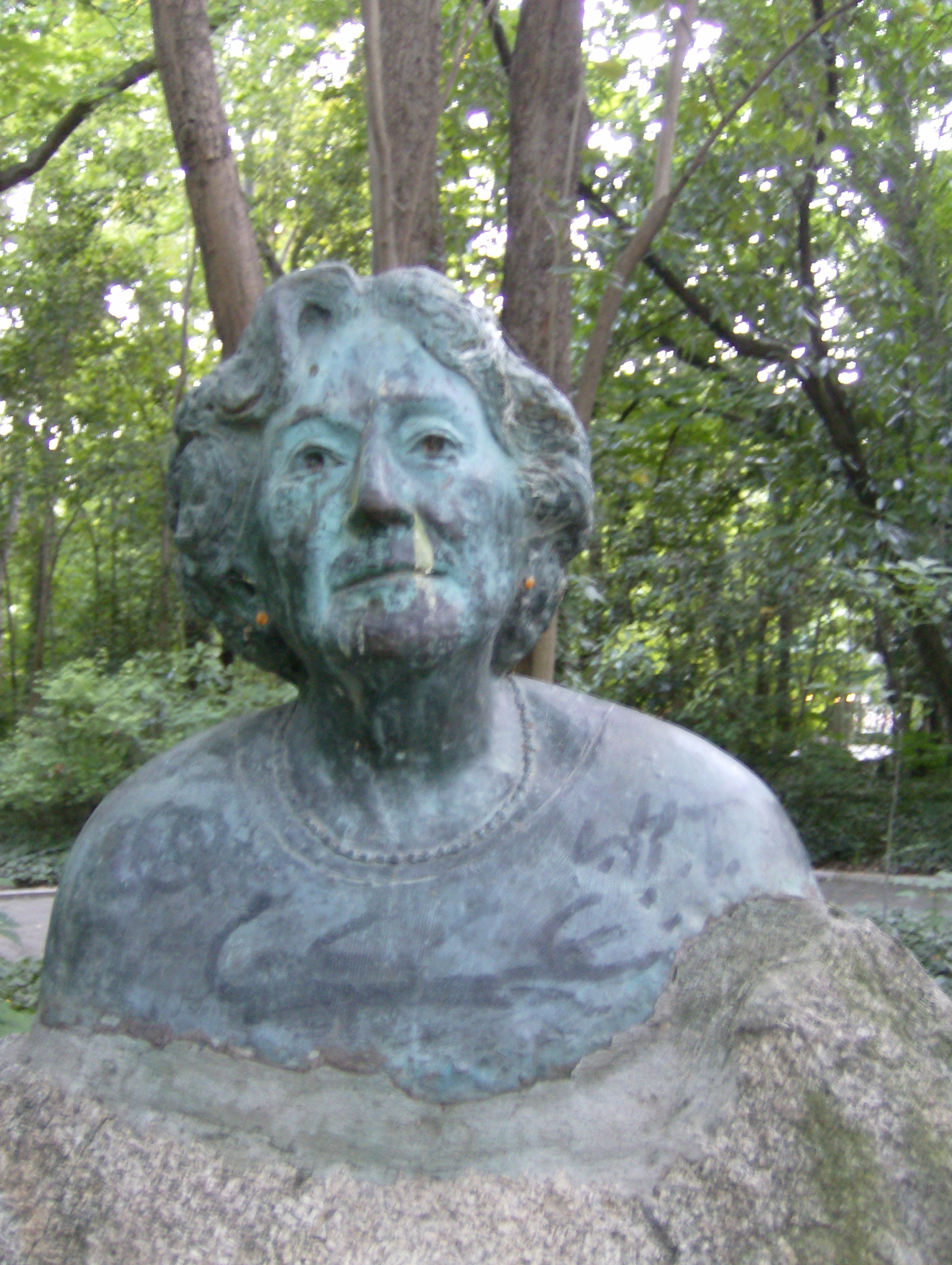
Büste von Rosa Chacel im Parque del Campo Grande in Valladolid

Rosa Clotilde Cecilia María del Carmen Chacel Arimón (* 3. Juni 1898 in Valladolid; † 27. Juli 1994 in Madrid) war eine spanische Schriftstellerin.

## Leben
Rosa Chacel wurde als kränkliches Kind von ihrer Mutter, die selbst Lehrerin war, zu Hause unterrichtet. 1908 übersiedelte sie mit der Familie nach Madrid, in das Stadtviertel Barrio de Maravillas, dem sie später in ihrem gleichnamigen Buch ein Denkmal setzen sollte. Von 1915 bis 1918 betrieb sie ein Bildhauerstudium an der Escuela de Bellas Artes de San Fernando. In dieser Zeit lernte sie die Madrider Bohème in verschiedenen Cafés wie „Granja del Henar“ und „Botillería de Pombo“ sowie im Ateneo de Madrid kennen und beteiligte sich an der Avantgarde-Bewegung Ultraísmo rund um die Zeitschrift Ultra. 1921 heiratete sie den Maler Timoteo Pérez Rubio, von dem sie einen Sohn namens Carlos bekam. Die Jahre von 1922 bis 1927 konnten sie dank eines Stipendiums gemeinsam in Rom verbringen. 1924/25 machte sie Bekanntschaft mit den Surrealisten in Paris. In dieser Zeit wurde Chacel von der Lektüre Nietzsches, Freuds, James Joyce’ und Prousts angeregt; sie verkehrte in den Kreisen des Philosophen José Ortega y Gasset und publizierte in dessen Revista de Occidente. Andere spanische Autoren, die ihr Schaffen beeinflussten, waren Ramón María del Valle-Inclán, Miguel de Unamuno, Ramón Gómez de la Serna und Juan Ramón Jiménez.
1933 verbrachte Rosa Chacel sechs Monate allein in Berlin, bedingt durch eine Schaffenskrise, die durch den Tod ihrer Mutter ausgelöst worden war. Während der Zweiten Spanischen Republik beteiligte sie sich am Aufbau der Volksfront; sie war Mitglied der Allianz der antifaschistischen Intellektuellen, unterzeichnete deren Manifest antifaschistischer Intellektueller und arbeitete als Sanitäterin im Bürgerkrieg auf der Seite der Republikaner. Mit der Verschärfung der militärischen Situation zog sich Chacel mit ihrem Sohn zunächst nach Barcelona, Valencia und 1937 nach Frankreich zurück; nach dem Fall der Republik und dem Ausbruch des Zweiten Weltkriegs ging die Familie 1939 gemeinsam ins Exil nach Brasilien, mit Zwischenstationen in Buenos Aires. Sie versuchte sich mit Übersetzungen aus dem Französischen und Englischen über Wasser zu halten, dennoch blieb ihre wirtschaftliche Situation stets prekär.
Von 1959 bis 1961 erhielt Chacel ein Guggenheim-Stipendium in New York; ab dieser Zeit konnte sie wieder vorübergehend Spanien besuchen. Die endgültige Rückkehr erfolgte 1973 mit einem Stipendium der Fundación March. Von da an lebte sie nahezu ununterbrochen in Madrid, und es erfolgte, nach dem Ende des Franquismus, die längst überfällige Wiederaufwertung ihres in Spanien nahezu in Vergessenheit geratenen Werkes. 1977 starb ihr Mann, Pérez Rubio.
1978 wurde sie für ihr erzählerisches Werk mit dem „Premio Nacional de las Letras Españolas“ ausgezeichnet, 1988 erhielt sie die Ehrenbürgerschaft ihrer Geburtsstadt Valladolid und 1990 den „Premio Castilla y León de las Letras“. Kurz vor ihrem Tod überreichte ihr König Juan Carlos die Goldmedaille der Schönen Künste.

## Werk
Rosa Chacel ist eine der bedeutendsten spanischen Exilschriftstellerinnen. Ihr Roman Teresa handelt von der gleichnamigen Geliebten des spanischen Romantikers José de Espronceda und war von Ortega y Gasset für seine Sammlung Vidas extraordinarias del Siglo XIX (Außergewöhnliche Lebensgeschichten des 19. Jahrhunderts) in Auftrag gegeben worden. Memorias de Leticia Valle ist die außergewöhnliche Geschichte einer Elfjährigen, in der die Kunst der Autorin darin besteht, mittels literarischer Techniken eine sehr heikle psychische Konstellation mehr anzudeuten als zu beschreiben.

### Spanisch

#### Romane
- Estación ida y vuelta (Madrid 1930)
- Teresa (Buenos Aires 1941).
- Memorias de Leticia Valle (Buenos Aires 1945). 1980 von Miguel Ángel Rivas verfilmt.
- La Sinrazón (Buenos Aires 1960)
- Barrio de Maravillas (Barcelona 1976)
- Novelas antes de tiempo (Barcelona 1981)
- Acrópolis (Barcelona 1984)
- Ciencias naturales (Barcelona 1988)

#### Erzählungen und Kurzgeschichten
- Sobre el piélago (Buenos Aires 1952)
- Ofrenda a una virgen loca (Xalapa [Mexiko]: Universidad Veracruzana, 1961)
- Icada, Nevada, Diada (Barcelona 1971)
- Balaam y otros cuentos (1989). Kindergeschichten.

#### Gedichte
- A la orilla de un pozo (Madrid 1936). Vorwort von Juan Ramón Jiménez
- Versos prohibidos (Madrid 1978)
- Poesía (1931–1991) (Barcelona 1992)

#### Biografien und Tagebücher
- Desde el amanecer (Madrid: Revista de Occidente, 1972) Autobiografie.
- Timoteo Pérez Rubio y sus retratos del jardín (Madrid 1980)
- Alcancía. Ida (Barcelona 1982)
- Alcancía. Vuelta (Barcelona 1982)

#### Essay
- Poesía de la circunstancia. Cómo y porqué de la novela (Bahía Blanca [Argentinien], 1958)
- La confesión (Barcelona 1971)
- Saturnal (Barcelona 1972)
- Los títulos (Barcelona 1981) Artikelsammlung
- Rebañaduras (Valladolid 1986) Artikelsammlung
- La lectura es secreto (Madrid 1989)

### Deutsch
- Teresa. Aus dem Spanischen von Michael von Killisch-Horn. Hg. von Peter Kultzen. Kirchheim Verlag, München 1996, ISBN 3-87410-055-3.
- Memoiren einer Elfjährigen - Leticia Valle. Roman. Aus dem Spanischen von Maralde Meyer-Minnemann. Hg. von Peter Kultzen. Kirchheim Verlag, München 1991, ISBN 3-87410-045-6.
- In der Oase. Roman. Aus dem Spanischen von Peter Kultzen. Kirchheim Verlag, München 1994, ISBN 3-87410-062-6 (Übersetzerpreis der Spanischen Botschaft in Deutschland 1994)

## Preise und Auszeichnungen
- Premio Castilla y León de las Letras (1990)
- Ehrendoktorat der Universität von Valladolid (1989)
- Ehrenbürgerschaft von Valladolid  (1988)
- Premio Nacional de las Letras Españolas (1987)